# Orthetrum pruinosum
Orthetrum pruinosum е вид водно конче от семейство Libellulidae. Видът не е застрашен от изчезване.

## Разпространение
Разпространен е в Афганистан, Бангладеш, Бруней, Виетнам, Индия, Индонезия (Бали, Калимантан, Малки Зондски острови, Сулавеси, Суматра и Ява), Китай (Гуандун, Гуанси, Тибет, Хайнан и Юннан), Лаос, Малайзия (Западна Малайзия, Сабах и Саравак), Мианмар, Непал, Провинции в КНР, Сингапур, Тайван, Тайланд, Филипини, Хонконг, Шри Ланка и Япония.